# Centro Teatro Spazio
Il Centro Teatro Spazio è lo storico teatro fondato nel 1972 da Renato Barbieri burattinaio. Si trova a San Giorgio a Cremano nella Città metropolitana di Napoli.
Il teatro nacque grazie al contributo di questo grande artista, che pur di mettere in scena spettacolini di cabaret era sempre intento a invogliare quei piccoli scugnizzi che passavano da un vicolo all'altro del centro storico del paese. Un giorno incontrò e chiamò proprio un ragazzetto dai capelli folti e ricci. Si trattava di Massimo Troisi.
Nel 1976, infatti, nel Centro Teatro Spazio vide la luce uno degli spettacoli più famosi dell'attore e cioè La Smorfia, la celebre serie di sketch comici che Troisi portava in scena assieme agli amici e colleghi Lello Arena ed Enzo De Caro. 
Negli anni settanta il centro divenne anche un punto di riferimento politico per molti giovani che appartenevano ai vari movimenti di protesta post '68 e che si radunavano nel piccolo teatro per scrivere e mettere in scena pièce satiriche su politica, Chiesa e istituzioni. Oggi il Centro Teatro Spazio è gestito dall’Accademia Teatrale Uno Spazio per il Teatro, che è scuola di formazione professionale allo spettacolo riconosciuta dalla Regione Campania, ed in quanto scuola ha una sala teatrabile, una sala per il mimo e la danza ed una sala di canto. Il Centro Teatro Spazio è oggi gestito dall'attore, regista e drammaturgo Vincenzo Borrelli.